# قلمرو توکوشیما
قلمروی توکوشیما (به ژاپنی: 徳島藩, Tokushima-han) یک هان (ژاپن) در دوره ادو بود. این قلمرو با ولایت آوا و استان توکوشیما معاصر و ولایت آواجی در استان هیوگو معاصر در ارتباط است.